# Diocesi di Novara

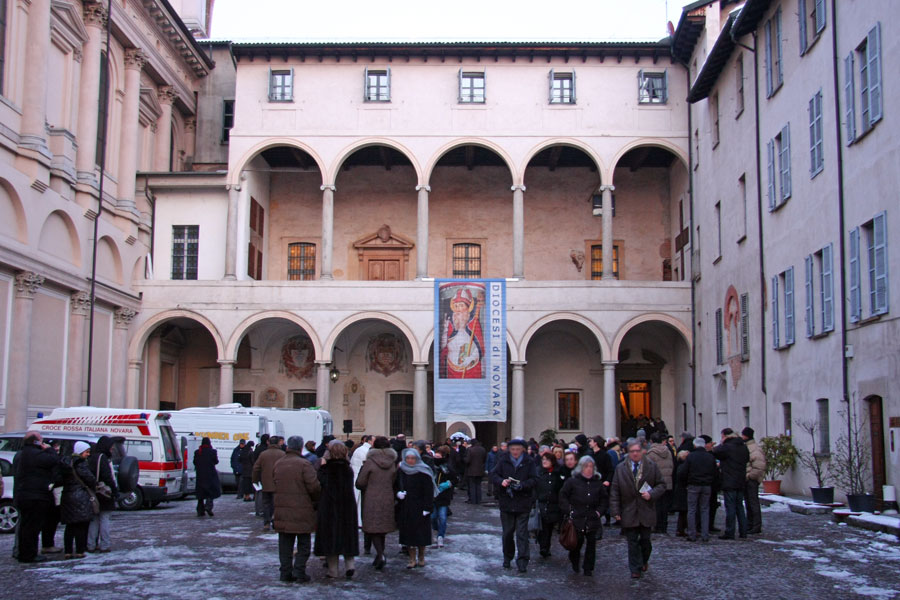
Il palazzo vescovile.

La diocesi di Novara (in latino Dioecesis Novariensis) è una sede della Chiesa cattolica in Italia suffraganea dell'arcidiocesi di Vercelli appartenente alla regione ecclesiastica Piemonte. Nel 2023 contava 518.600 battezzati su 559.400 abitanti. È retta dal vescovo Franco Giulio Brambilla.

## Territorio
La diocesi comprende la quasi totalità della provincia di Novara (eccetto i comuni di Biandrate, Casalbeltrame, Casaleggio Novara, Landiona, Recetto, San Nazzaro Sesia, Vicolungo e Vinzaglio, che appartengono all'arcidiocesi di Vercelli), l'intera provincia del Verbano-Cusio-Ossola, il comune di Villata e il territorio della Valsesia in provincia di Vercelli.
Sede vescovile è la città di Novara, dove si trova la cattedrale di Santa Maria Assunta. In diocesi sorgono 6 basiliche minori:
- la basilica di San Gaudenzio a Novara;
- la basilica di San Giulio sull'Isola di San Giulio al centro del lago d'Orta;
- la basilica dell'Assunta sul Sacro Monte di Varallo;
- la basilica di San Vittore a Intra;
- la basilica santuario del Santissimo Crocifisso a Boca;
- la basilica santuario della Madonna del Sangue a Re.

Nell'unità pastorale di Cannobio è adottato il rito ambrosiano (parrocchie di Cannobio, Sant'Agata, San Bartolomeo Valmara, Traffiume, Falmenta, Crealla, Cavaglio-Spoccia, Gurrone, Cursolo-Orasso, Gurro, Trarego Viggiona e Cannero Riviera) in virtù del fatto che l'alto Verbano è stato, prima dell'incorporazione nella diocesi novarese (1817), parte dell'arcidiocesi di Milano; il rito è stato ripristinato integralmente con il sinodo diocesano del 1990.
È la più estesa diocesi del Piemonte e la seconda per numero di battezzati e parrocchie dopo l'arcidiocesi di Torino. Il territorio si estende su 4.283 km² ed è suddiviso in 336 parrocchie raggruppate in 27 unità pastorali missionarie, che a loro volta fanno capo a sei vicariati: Novara città, Ovest Ticino, Aronese e Borgomanerese, Laghi, Ossola e Valsesia.
La diocesi confina a nord con la diocesi di Sion e la diocesi di Lugano, entrambe in territorio svizzero; ad est con l'arcidiocesi di Milano; a sud con la diocesi di Vigevano e l'arcidiocesi di Vercelli con la quale confina ad ovest, assieme alla diocesi di Aosta; per un breve tratto confina anche con la diocesi di Biella.

## Storia
La diocesi risale al IV secolo, come sede suffraganea dell'arcidiocesi di Milano. Protovescovo fu san Gaudenzio, patrono della diocesi, consacrato da san Simpliciano, successore di sant'Ambrogio; la sua vita fu scritta nell'VIII secolo per ordine del vescovo Leone.
Novara è una delle poche diocesi italiane di cui si conservano i dittici con la cronotassi completa dei vescovi dalle origini fino al medioevo: due sono i dittici giunti fino a noi, quello della cattedrale e quello della basilica di San Gaudenzio. Solo a partire dal vescovo Attone (inizio IX secolo) sono riportati nei dittici riferimenti cronologici certi; dei 31 vescovi precedenti, sono pochi quelli attestati storicamente anche da altre fonti. Tra questi il primo è Simpliciano, che partecipò al sinodo provinciale di Milano, indetto dal metropolita Eusebio nel 451 per approvare il tomo di papa Leone Magno contro i Monofisiti.
Risale all'inizio dell'XI secolo la prima menzione del capitolo della cattedrale, che risultava composto di un arcidiacono, un arciprete, un primicerio, un cantore, un grammatico, un preposto, quattro diaconi, dieci suddiaconi e undici preti.
Con l'episcopato di Marco Aurelio Balbis Bertone ebbe termine l'alta signoria (ovvero la quasi sovranità e superiorità feudale) dei vescovi sulla Riviera di San Giulio e Orta, su Gozzano e la sua pieve e su Soriso. Balbis Bertone infatti cedette al Regio Patrimonio del Regno di Sardegna tutti i suoi diritti su quei territori con atto rogato il 15 giugno 1767 (approvato con rescritto da re Carlo Emanuele III datato 19 giugno 1767 e da papa Clemente XIII con la bolla Regimini universalis Ecclesiae, datata 18 luglio 1767. Monsignor Balbis Bertone venne retroinfeudato per sé e per i suoi successori in perpetuo - senza cioè bisogno di rinnovare mai l'investitura - di San Giulio e Orta con il titolo di marchese con lettere patenti datate 17 giugno 1767. Egli ottenne, poi, l'erezione del feudo a principato con lettere patenti datate 19 ottobre 1767: da allora egli e i suoi successori si intitolarono "principi di San Giulio e Orta". Tra le località comprese nella Riviera di San Giulio vi era anche Vespolate. Il marchese milanese Paolo Caroelli di Nibbiola e Garbagna, il quale aveva ereditato dal proprio padre il feudo di Vespolate (del quale la sua famiglia riceveva investitura con il titolo di signore dal vescovo di Novara), refutò questo feudo al Regio Patrimonio del Regno di Sardegna in data 31 luglio 1767. Monsignor Balbis Bertone ottenne dalla Corona la concessione e l'infeudazione di Vespolate con lettere patenti datate 31 luglio 1767, venendone investito con il titolo di marchese per sé e per i propri successori con lettere patenti del 31 agosto 1767.
Il 17 luglio 1817 la diocesi di Vercelli fu elevata al rango di arcidiocesi metropolitana con la bolla Beati Petri di papa Pio VII; in quest'occasione Novara cedette 5 parrocchie (Gravellona, Casolo vecchio, Casolo nuovo, Vignarello e Villanova) alla diocesi di Vigevano. Il 26 settembre dello stesso anno, con il breve Cum per nostras literas, Novara divenne suffraganea di Vercelli; contestualmente si ampliò con le parrocchie dell'alto Verbano, che erano appartenute all'arcidiocesi di Milano, ma che si trovavano nel regno sabaudo.
Il vescovo cardinale Giuseppe Morozzo della Rocca ottenne dal re di Sardegna con lettere patenti datate 7 ottobre 1817 l'erezione del titolo di marchese di Vespolate a quello di principe, che si andò così ad aggiungersi a quello di "principe di San Giulio e Orta" (anch'esso concesso ai vescovi novaresi nel 1767). Egli e i suoi successori, così, si intitolarono principi di San Giulio e Orta e principi di Vespolate.
Nel 1822 cedette le parrocchie di Gondo e Sempione alla diocesi di Sion.
Nel 1829 riprese la parrocchia di Gravellona Lomellina dalla diocesi di Vigevano, cedendo in cambio la parrocchia di Sozzago. Il 26 giugno 2016, in forza del decreto Quo aptius della Congregazione per i vescovi, ha nuovamente ceduto Gravellona Lomellina a Vigevano in cambio di Sozzago, ripristinando la situazione anteriore al 1829.
Il vescovo Franco Giulio Brambilla, nel 2014, ha indetto il XXI Sinodo diocesano, i cui contenuti, dopo tre anni di lavori, sono stati attuati in diocesi “ad experimentum” nell’anno 2016-17 e sono diventati effettivi nell'anno successivo. Oltre all'indicazione di linee guida pastorali che mettono al centro il tema dei giovani e della famiglia, il XXI Sinodo ha ridefinito l'organizzazione della diocesi, riducendo i vicariati da 8 a 6 e introducendo 27 unità pastorali missionarie, gruppi di parrocchie vicine riunite per condividere risorse e chiamate ad un cammino comune.

## Cronotassi dei vescovi
Si omettono i periodi di sede vacante non superiori ai 2 anni o non storicamente accertati.
- San Gaudenzio † (397 - 22 gennaio 417 deceduto)
- Sant'Agabio †
- San Lorenzo †
- Diogene †
- Pascenzio †
- Simpliciano † (menzionato nel 451)
- Vittore †
- Pagaziano †
- Onorato † (primi decenni del VI secolo)
- Opilio †
- Ambrogio I †
- Filacrio o Ilario † (circa 538 - 15 dicembre 553 o 554 deceduto)
- Agnello †
- Spettabile †
- Marcello †
- Severo †
- Lupicino †
- Probino o Urbano †
- Vigilio †
- Flavino o Flaviano †
- Pramfronio o Pamfronio †
- Graziano † (menzionato nel 680)
- Probo †
- Laureolo †
- Leone † (VIII secolo)
- Ambrogio II †
- Grazioso † (menzionato nel 729)
- Benedetto †
- Pietro I †
- Sicardo †
- Tito Levita † (circa 780 - circa 800 deceduto)
- Attone † (novembre 800 - febbraio 830 deceduto)
- Sant'Adalgisio † (febbraio 830 - aprile 848 deceduto)
- Oddone I † (aprile 848 - settembre 858 deceduto)
- Deutemiro † (settembre 858 - 869 deceduto)
- Notingo † (maggio 869 - settembre 879 deceduto)
- Lamberto † (ottobre 879 - febbraio 881 deceduto)
- Ernusto o Ernulfo † (febbraio 881 - agosto 882 deceduto)
- Cadulto † (agosto 882 - 5 aprile 891 deceduto)
- Liuterio † (aprile 891 - febbraio 895 deceduto)
- Garibaldo † (febbraio 895 - 9 maggio 902 deceduto)
- Dagiberto il Pio (maggio 902 - luglio 940 deceduto)
- Rodolfo † (luglio 940 - agosto 957 deceduto)
- Pietro II † (agosto 957 - dicembre 964 deceduto)
- Aupaldo † (dicembre 964 - aprile-maggio 993 deceduto)
- Pietro III † (993 - febbraio 1032 deceduto)
- Gualberto di Pombia † (1032 - febbraio 1039)
- Riprando di Pombia † (2 febbraio 1039 - 21 dicembre 1053 deceduto)
- Oddone II il Prudentissimo † (10 giugno 1054 - 18 agosto 1079 deceduto)
- Alberto † (fine 1080 - inizio 1083 deceduto)
  - Anselmo † (1083 - circa 1114) (antivescovo)
  - Eppone † (circa 1114 - 1116) (antivescovo)
- Riccardo † (2 settembre 1116 - 25 luglio 1123 deceduto)
- Litifredo † (1123 - 17 maggio 1151 deceduto)
- Guglielmo Tornielli † (2 novembre 1153 - circa 1168 deposto)
- Guglielmo Faletti † (prima del 6 novembre 1168 - circa 1172)
- Bonifacio † (prima del 3 novembre 1172 - dopo l'8 dicembre 1191)
- Ottone † (circa 1192 - dopo il 9 giugno 1196)
- Pietro IV † (1196 - 1209 ?)
  - Gerardo da Sessa, O.Cist. † (1209 - 4 maggio 1211 nominato arcivescovo di Milano) (vescovo eletto)
- Oldeberto Tornielli † (21 maggio 1213 - 15 marzo 1235 deceduto)
- Odemaro Buzio † (1º ottobre 1235 - 10 aprile 1249 deceduto)
- Sigebaldo Caballazio † (prima del 28 luglio 1249 - 1269 deceduto)[10]
  - Sede vacante (1269-1287)[11]
- Englesio Caballazio, O.F.M. † (14 febbraio 1287 - 20 gennaio 1291 deceduto)
  - Sede vacante (1291-1296)
  - Matteo Visconti † 8 febbraio 1291 - 1296) (vescovo eletto)
- Papiniano della Rovere † (4 febbraio 1296 - 3 giugno 1300 nominato vescovo di Parma)
  - Sede vacante (1300-1303)
- Bartolomeo II Querini † (8 gennaio 1303 - 10 gennaio 1304 nominato vescovo di Trento)
- Uguccio Borromeo † (19 febbraio 1304 - 1329 deceduto)
  - Giovanni de Spaim † (1329 - ?) (antivescovo)
- Giovanni Visconti † (1º agosto 1331 - 17 luglio 1342 nominato arcivescovo di Milano)
- Guglielmo da Cremona, O.S.A. † (17 luglio 1342 - 29 gennaio 1356 deceduto)[12]
- Oldrado Maineri † (12 ottobre 1356 - circa 1388 deceduto)
- Pietro Filargo, O.F.M. † (18 settembre 1389 - 17 maggio 1402 nominato arcivescovo di Milano, successivamente eletto antipapa con il nome di Alessandro V)
- Giovanni Capogallo, O.S.B. † (4 agosto 1402 - 15 giugno 1413 deceduto)
- Pietro de Giorgi † (15 febbraio 1413 - 4 novembre 1429 nominato arcivescovo di Genova)
- Bartolomeo Visconti † (4 novembre 1429 - 28 aprile 1457 deceduto)
- Jacopo Filippo Crivelli † (30 maggio 1457 - 1466 deceduto)
- Bernardo Rossi † (8 ottobre 1466 - 1468 deceduto)
- Giovanni Arcimboldi † (21 novembre 1468 - 25 ottobre 1484 nominato arcivescovo di Milano)
  - Ascanio Sforza † (25 ottobre 1484 - 1484 dimesso) (amministratore apostolico)
- Gerolamo Pallavicini † (18 aprile 1485 - 18 agosto 1503 deceduto)
  - Ascanio Sforza † (1503 - 28 maggio 1505 deceduto) (amministratore apostolico per la seconda volta)
  - Federico Sanseverino † (30 maggio 1505 - 24 ottobre 1511 deposto) (amministratore apostolico)
  - Matteo Schiner † (6 febbraio 1512 - 1516 dimesso) (amministratore apostolico)
  - Federico Sanseverino † (1516 - 7 agosto 1516 deceduto) (amministratore apostolico per la seconda volta)
  - Antonio Maria Ciocchi del Monte † (19 aprile 1516 - 1521 dimesso) (amministratore apostolico)
  - Matteo Schiner † (1521 - 30 settembre 1522 deceduto) (amministratore apostolico per la seconda volta)
  - Antonio Maria Ciocchi del Monte † (30 settembre 1522 - 20 dicembre 1525 dimesso) (amministratore apostolico per la seconda volta)
  - Ermete Stampa † (20 dicembre 1525 - 1526 deceduto) (vescovo eletto)
- Giovannangelo Arcimboldi † (2 marzo 1526 - 19 marzo 1550 nominato arcivescovo di Milano)
  - Ippolito II d'Este † (19 marzo 1550 - 18 novembre 1551 dimesso) (amministratore apostolico)
  - Giulio Della Rovere † (18 novembre 1551 - 12 settembre 1552 dimesso) (amministratore apostolico)
- Giovanni Gerolamo Morone † (12 settembre 1552 - 13 marzo 1560 dimesso)
- Giovanni Antonio Serbelloni † (13 marzo 1560 - 1574 dimesso)
- Romolo Archinto † (26 aprile 1574 - 4 settembre 1576 deceduto)
- Gerolamo Ragazzoni † (19 settembre 1576 - 19 luglio 1577 nominato vescovo di Bergamo)
- Pomponio Cotta † (19 luglio 1577 - 11 settembre 1579 deceduto)[13]
- Francesco Bossi † (21 ottobre 1579 - 18 settembre 1584 deceduto)[14]
- Gaspare Visconti † (5 novembre 1584 - 28 novembre 1584 nominato arcivescovo di Milano)
- Cesare Speciano † (28 novembre 1584 - 30 gennaio 1591 nominato vescovo di Cremona)
- Pietro Martire Ponzone † (8 febbraio 1591 - 19 novembre 1592 deceduto)
- Carlo Bascapè, B. † (8 febbraio 1593 - 6 ottobre 1615 deceduto)
- Ferdinando Taverna † (16 novembre 1615 - 29 agosto 1619 deceduto)
- Ulpiano (Volpiano) Volpi † (13 novembre 1619 - 10 marzo 1629 deceduto)
- Giovanni Pietro Volpi † (10 marzo 1629 succeduto - 12 settembre 1636 deceduto)
- Antonio Tornielli † (15 dicembre 1636 - 8 marzo 1650 deceduto)
- Beato Benedetto Odescalchi † (4 aprile 1650 - 6 marzo 1656 dimesso)
- Giulio Maria Odescalchi, O.S.B. † (6 marzo 1656 - 28 agosto 1666 deceduto)
- Giuseppe Maria Maraviglia, C.R. † (12 dicembre 1667 - 19 settembre 1684 deceduto)
  - Sede vacante (1684-1688)
  - Celestino Sfondrati, O.S.B. † (1685 - 4 settembre 1686 nominato abate di San Gallo) (vescovo eletto)
- Giovanni Battista Visconti, B. † (31 maggio 1688 - 10 agosto 1713 deceduto)
- Giberto Borromeo † (17 gennaio 1714 - 22 gennaio 1740 deceduto)
- Bernardino Ignazio Roero di Cortanze, O.F.M.Cap. † (18 settembre 1741 - 26 ottobre 1747 deceduto)
- Giovanni Battista Baratta, C.O. † (29 gennaio 1748 - 11 aprile 1748 deceduto)
- Ignazio Roero Sanseverino † (15 luglio 1748 - 10 settembre 1756 deceduto)
- Marco Aurelio Balbis Bertone † (3 gennaio 1757 - 17 maggio 1789 deceduto)
  - Sede vacante (1789-1791)
- Carlo Luigi Buronzo del Signore † (26 settembre 1791 - 24 luglio 1797 nominato arcivescovo di Torino)
- Vittorio Filippo Melano, O.P. † (24 luglio 1797 - 23 dicembre 1813 deceduto)
  - Sede vacante (1813-1817)
- Giuseppe Morozzo Della Rocca † (1º ottobre 1817 - 22 marzo 1842 deceduto)
- Giacomo Filippo Gentile † (27 gennaio 1843 - 23 ottobre 1875 deceduto)
- Stanislao Eula † (28 gennaio 1876 - 10 aprile 1886 deceduto)
- Davide Riccardi † (7 giugno 1886 - 14 dicembre 1891 nominato arcivescovo di Torino)
- Edoardo Pulciano † (11 luglio 1892 - 16 dicembre 1901 nominato arcivescovo di Genova)
- Mattia Vicario † (16 dicembre 1901 - 5 marzo 1906 deceduto)
- Giuseppe Gamba † (13 agosto 1906 - 20 dicembre 1923 nominato arcivescovo di Torino)
- Giuseppe Castelli † (21 ottobre 1924 - 12 settembre 1943 deceduto)
- Leone Giacomo Ossola, O.F.M.Cap. † (9 settembre 1945 - 11 giugno 1951 dimesso[15])
- Gilla Vincenzo Gremigni, M.S.C. † (29 giugno 1951 - 7 gennaio 1963 deceduto)
- Placido Maria Cambiaghi, B. † (28 febbraio 1963 - 30 ottobre 1971 dimesso)
- Aldo Del Monte † (15 gennaio 1972 - 19 dicembre 1990 ritirato)
- Renato Corti † (19 dicembre 1990 - 24 novembre 2011 ritirato)
- Franco Giulio Brambilla, dal 24 novembre 2011

## Statistiche
La diocesi nel 2023 su una popolazione di 559.400 persone contava 518.600 battezzati, corrispondenti al 92,7% del totale.
| anno | popolazione | popolazione | popolazione | presbiteri | presbiteri | presbiteri | presbiteri                | diaconi | religiosi | religiosi | parrocchie |
| anno | battezzati  | totale      | %           | numero     | secolari   | regolari   | battezzati per presbitero | diaconi | uomini    | donne     | parrocchie |
| ---- | ----------- | ----------- | ----------- | ---------- | ---------- | ---------- | ------------------------- | ------- | --------- | --------- | ---------- |
| 1950 | 419.500     | 420.000     | 99,9        | 840        | 610        | 230        | 499                       |         | 190       | 2.294     | 381        |
| 1970 | 538.000     | 540.000     | 99,6        | 538        | 538        |            | 1.000                     |         |           |           | 408        |
| 1980 | 540.000     | 566.689     | 95,3        | 683        | 475        | 208        | 790                       | 4       | 281       | 1.932     | 419        |
| 1990 | 567.000     | 589.000     | 96,3        | 634        | 454        | 180        | 894                       | 9       | 212       | 1.430     | 346        |
| 1999 | 512.000     | 530.000     | 96,6        | 549        | 413        | 136        | 932                       | 13      | 193       | 1.180     | 346        |
| 2000 | 510.000     | 529.000     | 96,4        | 538        | 406        | 132        | 947                       | 12      | 187       | 1.170     | 346        |
| 2001 | 528.000     | 533.650     | 98,9        | 537        | 402        | 135        | 983                       | 13      | 191       | 1.210     | 346        |
| 2002 | 518.300     | 530.300     | 97,7        | 536        | 399        | 137        | 966                       | 13      | 198       | 1.185     | 346        |
| 2003 | 517.600     | 529.900     | 97,7        | 528        | 396        | 132        | 980                       | 15      | 177       | 1.160     | 346        |
| 2004 | 525.265     | 545.065     | 96,4        | 521        | 388        | 133        | 1.008                     | 15      | 176       | 1.125     | 346        |
| 2010 | 527.900     | 562.000     | 93,9        | 465        | 357        | 108        | 1.135                     | 19      | 148       | 960       | 346        |
| 2013 | 534.900     | 569.800     | 93,9        | 508        | 332        | 176        | 1.052                     | 21      | 206       | 782       | 346        |
| 2016 | 531.000     | 567.684     | 93,5        | 478        | 306        | 172        | 1.110                     | 21      | 205       | 750       | 346        |
| 2019 | 528.000     | 564.900     | 93,5        | 455        | 277        | 178        | 1.160                     | 20      | 209       | 698       | 346        |
| 2021 | 521.730     | 562.750     | 92,7        | 329        | 258        | 71         | 1.585                     | 19      | 102       | 632       | 343        |
| 2023 | 518.600     | 559.400     | 92,7        | 319        | 256        | 63         | 1.625                     | 19      | 96        | 632       | 336        |